# Håstrup (plaats)
Håstrup is een plaats in de Deense regio Zuid-Denemarken, gemeente Faaborg-Midtfyn. De plaats telt 394 inwoners (2020). Håstrup ligt aan de voormalige spoorlijn Odense - Faaborg. Het stationsgebouw is bewaard gebleven.
- Library of Congress Control Number: n83145867
- Nationale Bibliotheek van Israël: 987007557519105171
- Virtual International Authority File: 139593547
- WorldCat: E39PBJfX6QX6vxk79wRGjxjHmd